# Adem Büyük
Adem Büyük (* 30. August 1987 in Hopa) ist ein türkischer Fußballspieler, der seit September 2020 in Diensten von Yeni Malatyaspor ist.

## Karriere

### Verein
Nachdem Büyük zuerst bei lokalen Vereinen tätig gewesen war, wechselte er 2003 in die Jugendabteilung des damaligen amtierenden Meisters Beşiktaş Istanbul. 2005 schaffte er den Sprung in die Profimannschaft, kam dort allerdings in drei Jahren zu keinem einzigen Einsatz. Daher wurde er an verschiedene niederklassige Vereine verliehen. 2005 spielte er für Zeytinburnuspor und erzielte am 2. Oktober 2005 gegen Alibeyköyspor sein erstes Tor als Profi. Nur eine Woche später ließ er gegen Beylerbeyi SK sein zweites Tor folgen. Während der Saison 2006/07 spielte er für Akçaabat Sebatspor. Auch dort lief es gut für Büyük, er schoss acht Tore in 34 Spielen. Zwischen 2007 und 2008 spielte er für Altay Izmir und erzielte in dieser Zeit stolze 16 Tore in 27 Spielen. 2008 löste er sich von Beşiktaş Istanbul und wechselte zum Ligakonkurrenten Manisaspor. Doch trotz fünfzehn Ligaspielen, einigen Pokalspielen und insgesamt zwei Ligatoren, wurde Büyük zur Saison 2009/10 an Boluspor ausgeliehen. Nach 27 Spielen und elf Toren kehrte er wieder nach Manisaspor zurück. Allerdings absolvierte er in der Saison 2010/11 nur vier Spiele für die Amateurmannschaft und wurde deshalb in der Winterpause für sechs Monate an Mersin İdman Yurdu verliehen. Hier etablierte er sich sofort als Leistungsträger und hatte mit seinen zehn Toren in 14 Spielen maßgeblich daran Anteil, dass sein Verein nach 28-jähriger Abstinenz als Meister der TFF 1. Lig wieder in die Süper Lig aufstieg.
Zur Winterpause der Saison 2011/12 wechselte er zum türkischen Zweitligisten Kasımpaşa Istanbul. Auch bei diesem Verein etablierte er sich sofort als sicherer Torjäger. Mit seinen sechs Treffern in der regulären Spielzeit und fünf Treffern in der Relegationsphase hatte er maßgeblichen Anteil an dem Regelationssieg seiner Mannschaft und damit am sofortigen Wiederaufstieg in die Süper Lig.
In der Erstligapartie vom 18. April 2015 gegen Beşiktaş sah Büyük in der 77. Minute die Rote Karte und geriet anschließend mit den eigenen Fans in eine Diskussion. Nach diesen Entwicklungen suspendierte der neue Cheftrainer Önder Özen und die Vereinsführung Büyük aus dem Mannschaftskader. Nach einer Bedenkfrist wurde er wieder in den Kader aufgenommen. Bei Kasımpaşa entwickelte er sich zu einem der erfolgreichsten Spieler der Vereinsgeschichte, ehe er den Verein im September 2017 verließ und zum Ligarivalen Yeni Malatyaspor wechselte. Zu diesem Zeitpunkt war er mit 140 Erstligapartien der Spieler mit den zweitmeisten Erstligapartien für Kasımpaşa und mit 29 Erstligatoren der zweiterfolgreichste Schütze der Vereinshistorie.
Am 28. Juni 2019 gab Galatasaray Istanbul die Verpflichtung von Büyük bekannt. Er unterschrieb bei den Gelb-Roten einen Zweijahresvertrag. Am 9. September 2020 löste Büyük seinen Vertrag mit Galatasaray auf und wechselte zu Yeni Malatyaspor zurück. In seiner einzigen Saison für Galatasaray Istanbul erzielte der Stürmer in 34 Pflichtspielen elf Tore. In der Gruppenphase der Champions League 2019/20 erzielte Büyük das einzige Tor von Galatasaray.

### Nationalmannschaft
Büyük lief zwischen 2004 und 2005 achtmal für die türkische U-18-Nationalmannschaft auf. Am 23. November 2004 gelang ihm gegen Deutschland in seinem ersten Spiel gleich das erste Tor. Auch am 11. Januar 2005 beim 7:0-Sieg über Belgien traf er einmal. In den Jahren 2007 und 2008 absolvierte er fünf Länderspiele für die türkische U-21, blieb jedoch ohne Torerfolg.
Im Juni 2011 wurde er für die zweite Auswahl der Türkischen Nationalmannschaft nominiert und kam zu zwei Einsätzen.
Nachdem er bei seinem Verein über mehrere Wochen zu überzeugen wusste, wurde er im November 2013 im Rahmen zweier Testspiele vom Nationaltrainer Fatih Terim zum ersten Mal in seiner Karriere in das Aufgebot der türkischen Nationalmannschaft nominiert. Er gab im Testspiel vom 15. November 2013 gegen die Nordirische Nationalmannschaft sein Länderspieldebüt.

## Erfolge
Manisaspor
- Meister der TFF 1. Lig und Aufstieg in die Süper Lig: 2008/09

Mersin İdman Yurdu
- Meister der TFF 1. Lig und Aufstieg in die Süper Lig: 2010/11

Kasımpaşa Istanbul
- Playoff-Sieger der TFF 1. Lig und Aufstieg in die Süper Lig: 2011/12

Galatasaray Istanbul
- Türkischer Fußball-Supercupsieger: 2019

## Auszeichnungen
- Torschützenkönig der TFF A2 Ligi (Beşiktaş A2): 2004/05